# 徐会良
徐会良（1968年11月—），云南洱源人，中华人民共和国地方官员，中共云南省委党校经济管理专业函授研究生学历。

## 生平
1985年10月，徐会良在武警昭通支队服役，1989年4月，到洱源县林业局工作。1995年12月起，历任洱源县邓川镇人民政府副镇长，中共洱源县西山乡党委书记，中共鹤庆县委常委，鹤庆县人民政府副县长，中共云龙县委副书记，云龙县人民政府副县长、代理县长等职。2008年1月，当选云龙县人民政府县长。2008年7月，改任中共云龙县委书记。2011年3月，任中共祥云县委书记。2015年10月，卸任中共祥云县委书记职务，之后先后担任大理州州委委员，大理州政府党组成员，大理州旅游发展委员会主任。2019年3月，任大理州文化和旅游局局长。
2019年6月，涉嫌严重违纪违法，接受纪律审查和监察调查，同年12月，免去大理州文化和旅游局局长职务。2020年9月27日，因滥用职权罪、贪污罪、受贿罪，被大理州中级人民法院判处有期徒刑14年。